# Anna Gavrilovna Golovkina
Anna Gavrilovna Golovkina, sposata contessa Jaguzhinsky (... – Jakutsk, 1751), è stata una nobildonna russa, damigella d'onore di Caterina I.

## Biografia
Figlia di Gavriil Ivanovič Golovkin e di sua moglie Domna Andreevna Divova. Suo nonno, il boiardo Ivan Golovkin era il prozio della regina Natal'ja Kirillovna Naryškina. Suo padre era cancelliere di Stato alla corte di Pietro I.

## Matrimonio
Sposò, il 10 novembre 1723, il conte Pavel Ivanovič Jagužinskij (1683-1736), alla presenza dello zar e della zarina, ma fu un matrimonio insolito. Jagužinskij era il figlio di un organista luterano, che prestava servizio nella Chiesa luterana di Mosca. Inoltre, solo il 21 agosto 1723, Jagužinskij divorziò dalla sua prima moglie Anna Feodorovna Chitrovo, esiliata nel convento di Pereslavl-Zaleski (Fedorov), dove morì nel 1733. 
La coppia ebbe quattro figli:
- Anastasija Pavlovna;
- Sergej Pavlovič (1731-1806), sposò in prime nozze Anastasija Šuvalov, sposò in seconde nozze Varvara Nikolaevna Saltykova (1749-1843), morì senza eredi;
- Marija Pavlovna (1732-1755), sposò Andrej Michajlovič Efimov (1717-1767);
- Anna Pavlovna (1733-1801), sposò Pëtr Fëodorovič Apraksin (1728-1811)

Nel 1742 il fratello, Michail Gavrilovič (1699-1755), venne accusato di tradimento e condannato a morte, condanna convertita all'esilio in Siberia grazie all'intervento dell'imperatrice Elisabetta. 
Nel 1743, Anna Gavrilovna sposò il conte Michail Petrovič Bestužev-Rjumin<!-Бестужев-Рюмин, Михаил Петрович→ (1688-1760), non ebbero figli.

## Morte
Morì a Jakutsk, nel 1751.